# Communauté de communes de la Vallée de la Haute Sarthe
La communauté de communes de la Vallée de la Haute Sarthe (CCVHS) est une structure intercommunale française, située dans le département de l'Orne et la région Normandie. Elle est née le 1er janvier 2013 de la fusion de la communauté de communes du Pays Mêlois et de la communauté de communes du Pays de Courtomer, accompagnée de l'intégration des communes d'Aunay-les-Bois, Buré,  Hauterive, Neuilly-le-Bisson et Saint-Quentin-de-Blavou.

## Historique
Élaborée durant l'année 2012 et prévue pour le 1er janvier 2014, la nouvelle communauté de communes de la Vallée de la Haute Sarthe est née le 1er janvier 2013, à la suite de la décision prise par les membres de la commission départementale de coopération intercommunale, au mois de décembre 2012. Son nom est une résurgence de l'association de développement rural de la Haute Sarthe.

## Territoire communautaire

### Géographie
Située dans le centre du département de l'Orne, la communauté de communes de la Vallée de la Haute Sarthe regroupe 31 communes et s'étend sur 278,9 km2.

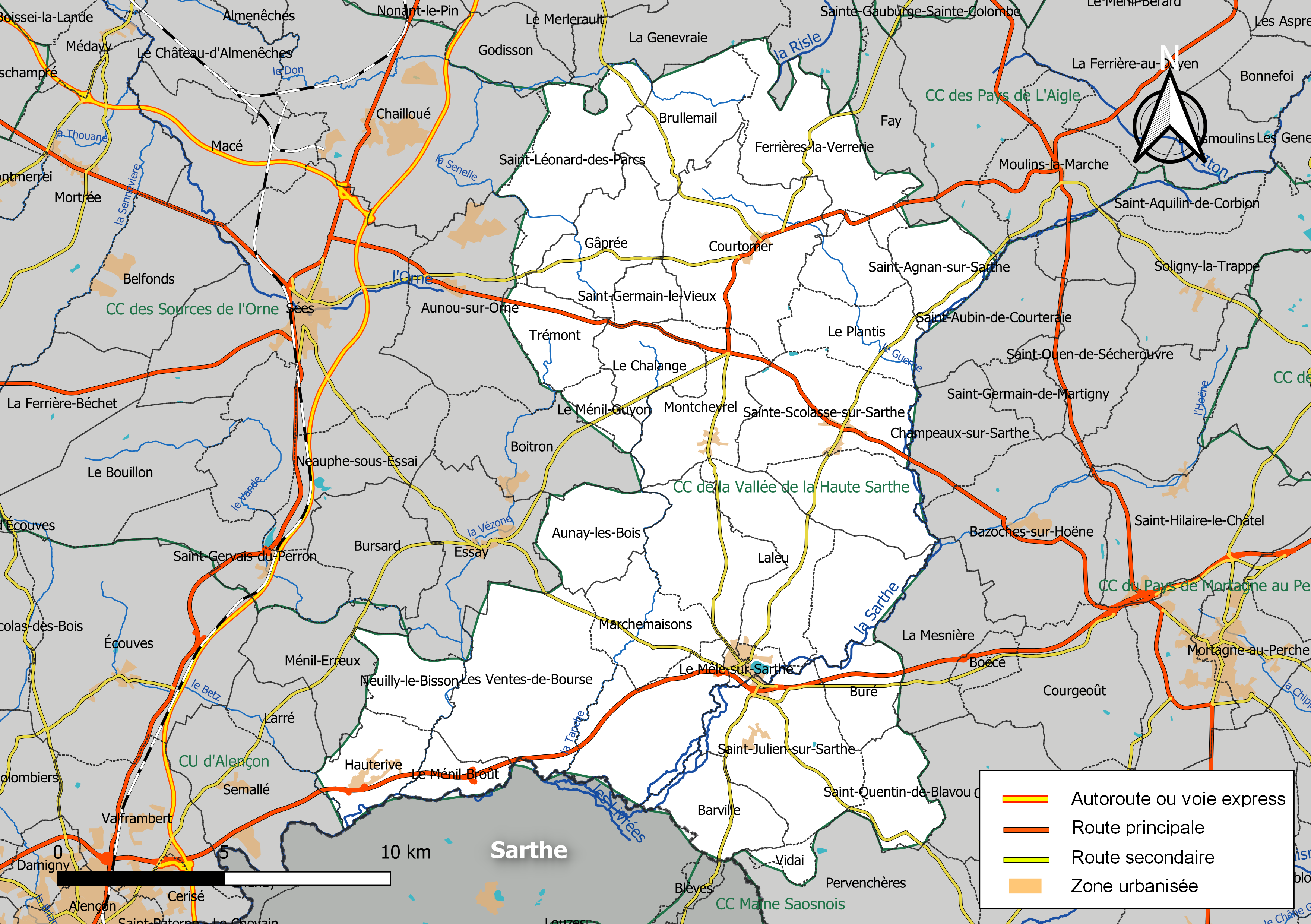
Carte de la communauté de communes de la Vallée de la Haute Sarthe au 1er janvier 2019.

### Composition
La communauté de communes est composée des 31 communes suivantes :

| Nom                        | Code Insee | Gentilé          | Superficie (km2) | Population (dernière pop. légale) | Densité (hab./km2) |
| -------------------------- | ---------- | ---------------- | ---------------- | --------------------------------- | ------------------ |
| Le Mêle-sur-Sarthe (siège) | 61258      | Mêlois           | 0,62             | 659 (2022)                        | 1 063              |
| Aunay-les-Bois             | 61013      | Aunais           | 8,53             | 142 (2022)                        | 17                 |
| Barville                   | 61026      | Barvillais       | 7,53             | 185 (2022)                        | 25                 |
| Brullemail                 | 61064      | Brullemaillais   | 10,28            | 92 (2022)                         | 8,9                |
| Buré                       | 61066      | Buréens          | 5,65             | 101 (2022)                        | 18                 |
| Bures                      | 61067      | Buriens          | 9,64             | 166 (2022)                        | 17                 |
| Le Chalange                | 61082      | Chalangeois      | 6,27             | 84 (2022)                         | 13                 |
| Coulonges-sur-Sarthe       | 61126      | Coulongeois      | 9,65             | 486 (2022)                        | 50                 |
| Courtomer                  | 61133      | Courtomerois     | 19,9             | 725 (2022)                        | 36                 |
| Ferrières-la-Verrerie      | 61166      | Ferriérois       | 14,58            | 148 (2022)                        | 10                 |
| Gâprée                     | 61183      | Gâpréens         | 9,84             | 144 (2022)                        | 15                 |
| Hauterive                  | 61202      | Hauteriverains   | 6,98             | 459 (2022)                        | 66                 |
| Laleu                      | 61215      | Laleusiens       | 11,41            | 361 (2022)                        | 32                 |
| Marchemaisons              | 61251      | Marchemaisonais  | 8,85             | 157 (2022)                        | 18                 |
| Le Ménil-Broût             | 61261      | Bérouldins       | 3,44             | 176 (2022)                        | 51                 |
| Le Ménil-Guyon             | 61266      | Ménil-Guyonnais  | 2,76             | 83 (2022)                         | 30                 |
| Montchevrel                | 61284      | Montchevrélois   | 10,8             | 233 (2022)                        | 22                 |
| Neuilly-le-Bisson          | 61304      | Neuillyssois     | 5,98             | 275 (2022)                        | 46                 |
| Le Plantis                 | 61331      | Plantisiens      | 8,02             | 126 (2022)                        | 16                 |
| Saint-Agnan-sur-Sarthe     | 61360      | Agnanais         | 6,24             | 87 (2022)                         | 14                 |
| Saint-Aubin-d'Appenai      | 61365      | Saint-Aubinois   | 11,29            | 435 (2022)                        | 39                 |
| Saint-Germain-le-Vieux     | 61398      |                  | 3,16             | 65 (2022)                         | 21                 |
| Saint-Julien-sur-Sarthe    | 61412      | Saint-Juliennois | 16,39            | 679 (2022)                        | 41                 |
| Saint-Léger-sur-Sarthe     | 61415      | Unionais         | 13,25            | 314 (2022)                        | 24                 |
| Saint-Léonard-des-Parcs    | 61416      | Saint-Léonardais | 13,4             | 76 (2022)                         | 5,7                |
| Saint-Quentin-de-Blavou    | 61450      | Saint-Quentinois | 6,46             | 77 (2022)                         | 12                 |
| Sainte-Scolasse-sur-Sarthe | 61454      | Scolassiens      | 13,88            | 584 (2022)                        | 42                 |
| Tellières-le-Plessis       | 61481      | Telliérins       | 5,41             | 72 (2022)                         | 13                 |
| Trémont                    | 61492      | Trémontois       | 6,22             | 121 (2022)                        | 19                 |
| Les Ventes-de-Bourse       | 61499      |                  | 20,95            | 146 (2022)                        | 7                  |
| Vidai                      | 61502      | Vidayons         | 1,55             | 73 (2022)                         | 47                 |

## Démographie
| 2018  | 2019  |
| ----- | ----- |
| 7 630 | 7 555 |

## Administration
| Période      | Période  | Identité              | Étiquette | Qualité                                                                                             |
| ------------ | -------- | --------------------- | --------- | --------------------------------------------------------------------------------------------------- |
| janvier 2013 | En cours | Christophe de Balorre | UMP-DVD   | Maire de Saint-Léger-sur-Sarthe (2015-2017), vice-président puis président du conseil départemental |